# Anita Klemensen
Anita Klemensen (født 1977 i København) er en dansk kok og restauratør. Hun var medejer og køkkenchef på den dengang enstjernede restaurant Den Røde Cottage i Klampenborg.

## Historie
Klemmensen blev født i København, men flyttede som ganske ung med familien til Thisted, hvor hendes far havde fået job som brygmester på Thisted Bryghus. Efter hun blev student fra Thisted Gymnasium, tog hun ét år til Australien. Da hun vendte tilbage til Danmark i 1998, flyttede hun til København med en ambition om at blive kok. Hun fik læreplads på Søllerød Kro og blev udlært herfra i 2002. Efter endt uddannelse fik hun kortvarigt ansættelse på "Kommandanten", inden hun blev dessertchef på Søllerød Kro. I 2005 blev hun ansat som køkkenchef på 1. th. i indre by.

### Cottagerne
I maj 2010 åbnede hun sammen med partnerne Lars Thomsen og Anders Wulff-Sørensen to restauranter i Klampenborg: Den Røde Cottage og Den Gule Cottage, begge forpagtet af Naturstyrelsen. Den gule skulle fungere som en frokostrestaurant, mens køkkenet på Den Røde Cottage skulle lave gourmet.
I marts 2012 blev Den Røde Cottage for første gang tildelt én stjerne i Michelinguiden, og Anita Klemensen blev Danmarks første kvindelige Michelin-restauratør. Ved de efterfølgende årlige uddelinger becarede restauranten sin stjerne, hvor februar 2016 var seneste gang.